# Montgomeryshire Football League
Montgomeryshire Football League (hiện tại là JT Hughes Football League) là một giải bóng đá ở miền Trung Wales, nằm ở cấp độ 5 và 6 trong Hệ thống giải bóng đá Wales.
Giải đấu tổ chức nhiều giải cúp, bao gồm: The Emrys Morgan Cup, Montgomeryshire Cup, Village Cup, Tanners Town Cup, League Cup và Consolation Cup.
Các đội bóng thăng hạng từ Hạng Nhất có thể tham dự Mid Wales League nếu tiêu chuẩn và cơ sở vật chất phù hợp với FAW và Spar Mid Wales League (Cấp độ 3 & 4 trong hệ thống giải bóng đá Wales).

## Câu lạc bộ mùa giải 2017-18

### Hạng Nhất
- Bishops Castle
- Caersws Dự bị
- Four Crosses
- Guilsfield Dự bị
- Llanfair United Dự bị
- Llanfyllin Town
- Llanymynech
- Maesyhrandir
- Meifod
- Trewern United
- Waterloo Rovers

### Hạng Nhì
- Abermule Dự bị
- Churchstoke Dự bị
- Forden United
- Carno Dự bị
- Kerry Dự bị
- Llanfechain
- Llanfyllin Town Dự bị
- Llangedwyn
- Llanrhaeadr Dự bị
- Newtown Wanderers
- Trefonen
- Welshpool Town Dự bị

## Các đội vô địch trước đây
| Mùa giải | Hạng Nhất                     | Hạng Nhì               |
| -------- | ----------------------------- | ---------------------- |
| 2016-17  | Waterloo Rovers               | Bishops Castle         |
| 2015-16  | Llanfair United Dự bị         | Forden United          |
| 2014-15  | Bettws                        | Morda United           |
| 2013-14  | Llanfair United Dự bị         | Bettws                 |
| 2012-13  | Caersws Dự bị                 | Llandrinio             |
| 2011-12  | Caersws Dự bị                 | Llanfair United Dự bị  |
| 2010-11  | Llanidloes Town Dự bị         | Welshpool Town Dự bị   |
| 2009-10  | Llanidloes Town               | Trefonen               |
| 2008-09  | Llansantffraid Village        | Welshpool Town Dự bị   |
| 2007-08  | Dyffryn Banw F.C.             | Llansantffraid Village |
| 2006-07  | Bishop's Castle Town          | The New Saints Colts   |
| 2005-06  | Total Network Solutions Dự bị | Waterloo Rovers Dự bị  |
| 2004-05  | Four Crosses                  | Llanfyllin Town Dự bị  |
| 2003-04  | Welshpool Town Dự bị          | Four Crosses           |
| 2002-03  | Llangedwyn                    | Welshpool Town Dự bị   |
| 2001-02  | Bettws                        | Forden Utd             |
| 2000-01  | Llanfyllin Town               | Berriew                |
| 1999-00  | Llangedwyn                    | Kerry Dự bị            |
| 1998-99  | Waterloo Rovers               | Llanwddyn              |
| 1997-98  | Meifod                        | Forden Utd             |
| 1996-97  | Waterloo Rovers               | Welshpool Town Dự bị   |
| 1995-96  | Kerry                         | Llanrhaeadr            |
| 1994-95  | Guilsfield                    | Llanfyllin Town        |
| 1993-94  | Mochdre                       | Newtown Rangers        |
| 1992-93  | Llansantffraid Dự bị          | Mochdre                |
| 1991-92  | Llansantffraid Dự bị          | Meifod                 |
| 1990-91  | Berriew                       | Llanymynech Rovers     |
| 1989-90  | Llanfair Caereinion           | Waterloo Rovers        |
| 1988-89  | Berriew                       | Llanfechain            |
| 1987-88  | Llanfair Caereinion           | Guilsfield             |
| 1986-87  | Llansantffraid                | Llangedwyn             |
| 1985-86  | Llanfair Caereinion           | Carno                  |
| 1984-85  | Llanfair Caereinion           | Llanrhaeadr            |
| 1983-84  | Bettws                        | Forden Utd             |
| 1982-83  | Llansantffraid                | R & Q Sports           |
| 1981-82  | Welshpool Rangers             | Berriew                |
| 1980-81  | Llanfyllin Town               | Llansantffraid         |